# Dębowe Góry
Dębowe Góry, Góry Dębowe – pasmo wzgórz morenowych na Wzniesieniach Mławskich o wysokości osiągającej do 236,3 lub 236,4 m n.p.m. (Dębowa Góra) oraz deniwelacji do 100 m. Najwyższy szczyt tego pasma stanowi jednocześnie najwyższe wzniesienie Wzniesień Mławskich i powiatu przasnyskiego oraz całej historycznej krainy Mazowsza.

## Położenie
Dębowe Góry znajdują się na pograniczu województwa mazowieckiego i warmińsko-mazurskiego, głównie w gminie Chorzele, a także gminach Janowo i Dzierzgowo. Zasadnicza część wzniesień (przekraczająca wysokości 200 m n.p.m.) leży w lesie w pobliżu miejscowości Jarzynny Kierz, Stara Wieś, Opiłki Płoskie i Brzozowo-Maje. Najwyższy punkt mierzący 236 m n.p.m. jest zlokalizowany w pobliżu Jarzynnego Kierza (przy zielonym szlaku turystycznym) i nie wyróżnia się w krajobrazie okolicy. Dębowe Góry znajdują się w granicach nadleśnictwa Przasnysz (leśnictwa Jarzynny Kierz, Lipowiec i Duczymin) oraz nadleśnictwa Nidzica. Nie podlegają żadnej formie ochrony przyrody (z wyjątkiem kilku pomników przyrody), natomiast sąsiadują z nimi Zieluńsko-Rzęgnowski Obszar Chronionego Krajobrazu i Obszar Chronionego Krajobrazu Doliny Rzeki Orzyc.

## Charakterystyka
Dębowe Góry to kilkukilometrowy wał wzgórz pochodzenia polodowcowego zlokalizowanych w osi północ-południe. Jest gęsto porośnięty lasem o urozmaiconym drzewostanie, w tym dębami, które dają pasmu nazwę. Całość kompleksu leśnego liczy ok. 7 tys. ha lasów państwowych i ok. 3 tys. ha lasów prywatnych. Teren ten charakteryzuje się dużym pofałdowaniem i nieregularnym kształtem zboczy oraz różnorodną florą i fauną.

## Turystyka
W 2008 wytyczono na ich obszarze dwie ścieżki rowerowe długości 9,4 km (niebieska) i 6,1 km (zielona); obydwie rozpoczynają się w okolicy parkingu przy drodze z Janowa do Przasnysza. W pobliżu ścieżki na wysokości 160 m n.p.m. zbudowano taras widokowy, zlokalizowano tam także wiaty i tablice informacyjne. W 2024 znaczna część obszaru została udostępniona turystom do rozbijania obozów i nocowania. Z Dębowych Gór rozpościera się widok nawet na 30 km pozwalający dojrzeć Chorzele i Mławę.
W północnej części kompleksu od 2009 znajduje się pomnik Wiktora Zacheusza Nowowiejskiego ps. „Jeż”, partyzanta działającego w tych okolicach po II wojnie światowej, a także 18 dębów upamiętniających ofiary zbrodni katyńskiej z ziemi przasnyskiej.